# (7115) Franciscuszeno
(7115) Franciscuszeno (1986 WO7) – planetoida z pasa głównego asteroid okrążająca Słońce w ciągu 5,63 lat w średniej odległości 3,16 j.a. Odkryta 29 listopada 1986 roku.